# Алёшин, Сергей Семёнович
Сергей Семёнович Алёшин (4 октября 1886, Калужская губерния — 14 февраля 1963) — русский советский скульптор.

## Биография
Родился в крестьянской семье.
Окончил Строгановское училище (1911), ученик Н. А. Андреева.
В 1913 году жил и работал в Париже у Э. А. Бурделя, от которого перенял интерес к рельефу-метопе, архаике и остроте, умению компоновать для размещения в определённый размер.
Приняв Великую Октябрьскую социалистическую революцию, активно работал над осуществлением ленинского плана «монументальной пропаганды»: автор временного памятника Степану Халтурину и памятника К. Марксу в Москве, на закладке которого присутствовал Ленин. В 1920-е годы — видный деятель АХРР.
Преподавал в вузах Москвы. В 1948 году сменил А. А. Дейнеку на посту директора Московского института прикладного и декоративного искусства.
Похоронен на Ваганьковском кладбище (31 уч.).

## Известные работы

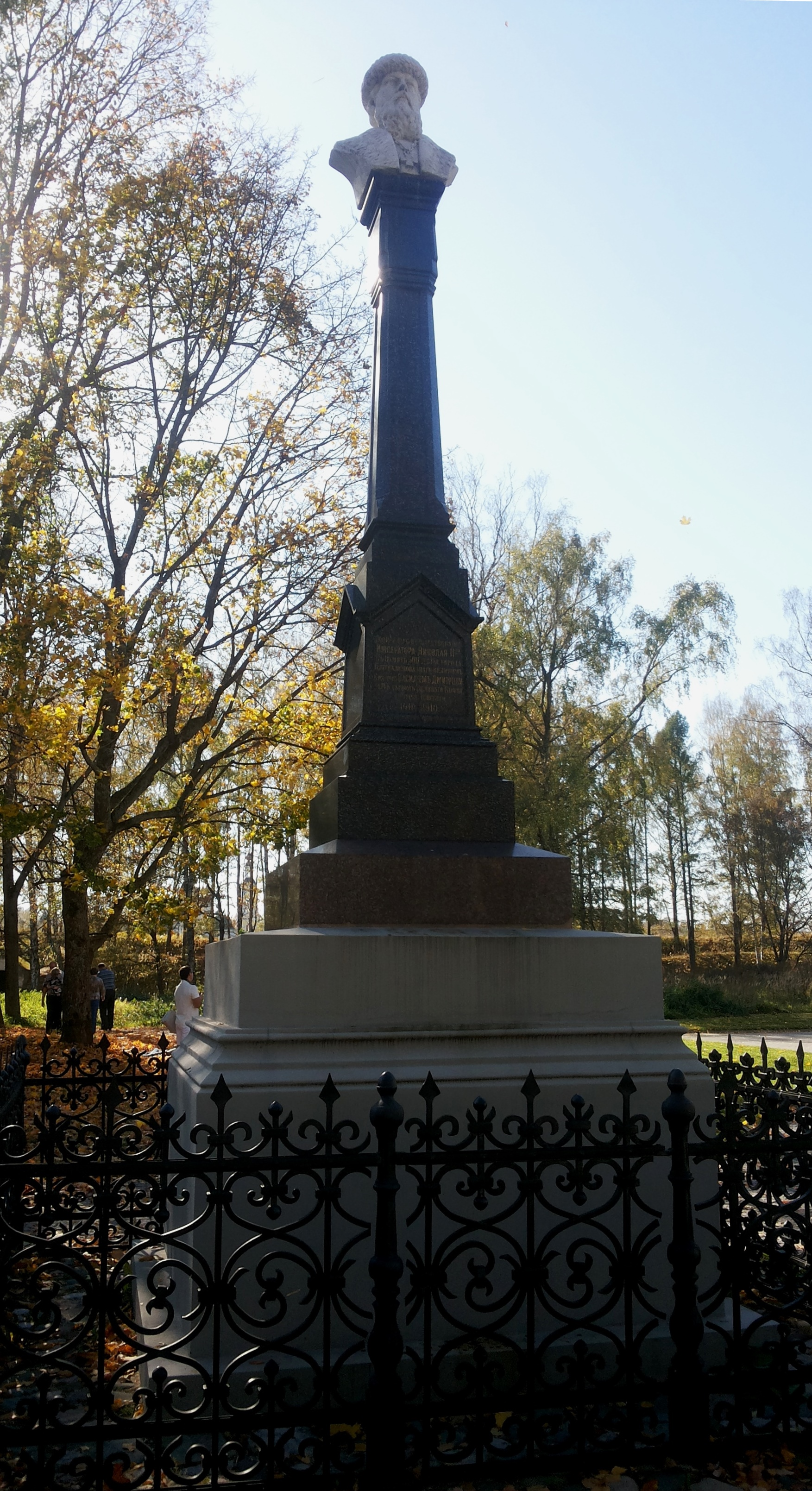
Памятник князю Василию I в Плёсе

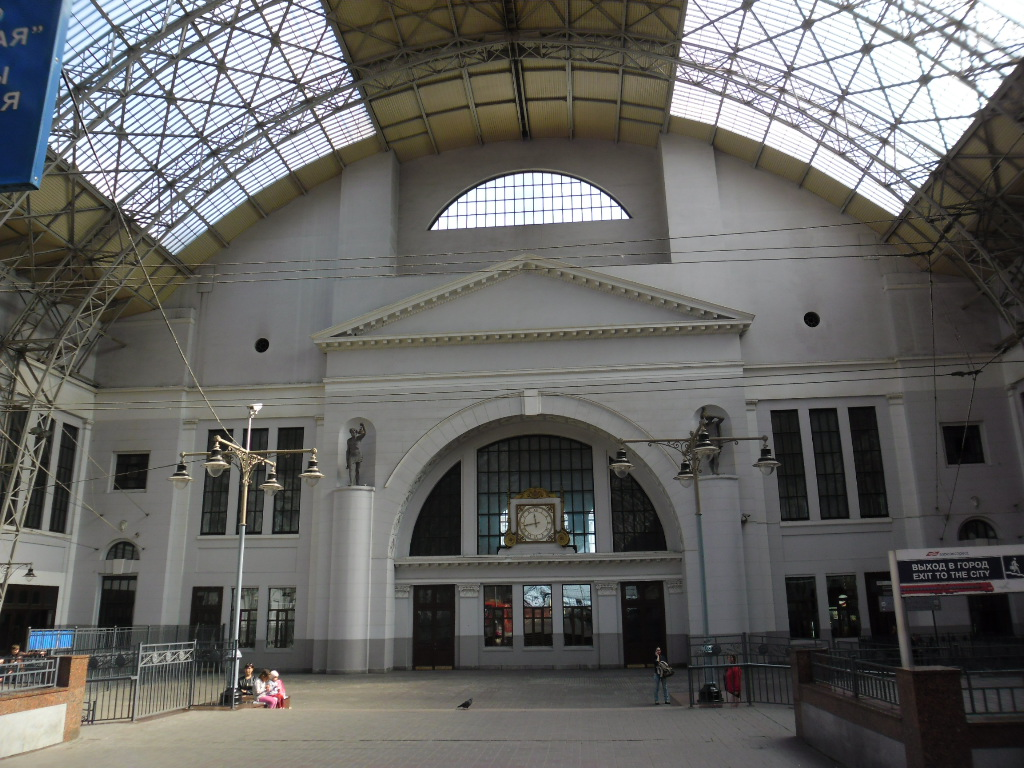
Перрон Киевского вокзала

Автор памятника князю Василию в городе Плёс (1910).
Скульптурное оформление Киевского вокзала в Москве (1913—1915).
Проект памятника Карлу Марксу на Театральной площади в Москве (в соавторстве со скульпторами С. Кольцовым, А. Гюрджаном и архитекторами братьями Весниными, 1919, не осуществлён).
Портрет М. В. Фрунзе (1927)
Рельефы для клуба «Профинтерн» в Свердловске (1930),
Скульптурная группа «Привет комсомолу» (1933),
Скульптурная группа «Первый чугун Магнитогорска» (1937).